# Camille d'Écoulives
Pour les articles homonymes, voir Camille.
Camille, dite Camille d'Écoulives, Camille d’Auxerre ou sainte Camille, est une vierge et martyre italienne, née dans le paganisme, et convertie au christianisme par l'évêque Germain d'Auxerre. Elle mourut en 448 à Escolives-Sainte-Camille. Reconnue comme sainte, elle est fêtée soit le 26 novembre,,,, soit le 3 mars,,.

## Biographie
Selon la légende, Camille est issue d'une riche famille de Civitavecchiaen Italie. Avec ses quatre sœurs Magnenzia (Magnence), Pallasia (Pallade), Massima (Maxime) et Porcaria (Porcaire), elle se rendit à Ravenne attirée par la renommée de l'évêque Germain d'Auxerre qui y séjournait pour obtenir des faveurs de l'empereur Valentinien III. Elles firent toutes les cinq vœu de virginité par les mains de l'évêque.
Gagnées à Dieu par les prédications de l'évêque, les cinq sœurs l’assistèrent dans ses derniers moments. Quand il mourut, le 31 juillet 448, elles décidèrent d'accompagner le convoi qui ramenait son corps de Ravenne à Auxerre. 
Sur la route du cortège, de nombreux miracles furent rapportés par les villageois. Mais le voyage était pénible, et ses sœurs Magnenzia et Pallasia moururent successivement dans des villages bourguignons qui ont maintenant pris leurs noms. Arrivée à Escolives-Sainte-Camille, près d'Auxerre, elle succomba à son tour et y fut inhumée. Une église fut bâtie sur son tombeau qui en devint la crypte. Tout comme ses sœurs, elle fut rapidement considérée comme sainte par élan populaire (vox populi, vox dei). Plus tard, ses reliques furent brûlées par les calvinistes.

## Variante
D'autres récits parlent d'une Camille, chrétienne vivant à Auxerre, qui témoigna de sa foi jusqu'à l'effusion de son sang lors d'une persécution dans les premiers siècles.

## Reconnaissances
Sainte Camille d'Écoulives n'est pas citée dans l'édition de 1866 du Martyrologe romain, liste officielle des saints de l'Église catholique romaine, mais qui ne se veut pas exhaustive. 
En revanche, elle est citée dans le martyrologe d'Auxerre (fêtée le 3 mars) et est priée au propre de Sens le 26 novembre.

### Sources et bibliographie
- Constance de Lyon, Vie de Saint Germain d'Auxerre, vers 480.
- Heiric d'Auxerre, Vita sancti Germani (Vie de saint Germain), 873-874.
- Vita Magnantia, auteur inconnu, date inconnue (Moyen-âge)
- Charles Lefeuve, Histoire de Saint Germain l'Auxerrois, patron de la paroisse du Louvre et de la ville d'Auxerre, Debécourt éditeur, 2nde édition, 1843 (sur books.google.fr).
- Marie-Nicolas Bouillet  et Alexis Chassang (dir.), « Camille d'Écoulives » dans Dictionnaire universel d’histoire et de géographie, 1878 (lire sur Wikisource)
- Jean-Maurice Barbé, Tous les Prénoms français et régionaux, éditions Jean-Paul Gisserot, 1994 (sur books.google.fr).